# 龙城遗址
龙城遗址，是位于中国安徽省合肥市肥东县石塘镇龙城村的一个新石器时代至商周时期古遗址，1956年被安徽省人民委员会公布为第一批省级文物保护单位，1981年由安徽省人民政府重新公布为第一批安徽省文物保护单位。
龙城遗址面积35000平方米，比周围地域高约5米，内有饰有绳纹的夹砂红陶质鼎足、鬲足、罐形器具的残片，以及石镞、石锛等。